# Язов, Павел Александрович
Павел Александрович Язов (20 января 1922, с. Некрасово, Белоярский волостной совет, Екатеринбургский уезд, Екатеринбургская губерния, РСФСР — 29 июля 1990, Свердловск, РСФСР, СССР) — советский инженер-механик, лауреат Ленинской премии (1966).

## Биография
Окончил Свердловский электромеханический техникум (1942) и Уральский политехнический институт (годы учёбы 1943—1948).
В 1942—1943 служил в РККА, участник войны, миномётчик (командир отделения, 36-я гвардейская стрелковая дивизия, Сталинградский фронт), рядовой. Награждён орденом Красной Звезды (06.11.1947), орденом Отечественной войны I степени (06.04.1985), медалью «За оборону Сталинграда».
С 1948 по 1985 год инженер-конструктор, старший инженер, руководитель группы, с 1964 г. — начальник отдела новых турбин СКБ Уральского турбомоторного завода.
Ленинская премия 1966 года — за разработку конструкции, освоение серийного производства и внедрение в народное хозяйство теплофикационной паровой турбины Т-100-130 мощностью 100 000 кВт на начальные параметры пара 130 ата, 565 °С.
Скончался 29 июля 1990 года в Свердловске, похоронен на Восточном кладбище города.